# Думитраш, Анатолий
Анатолий Думитраш (рум. Anatol Dumitraș; 14 ноября 1955, Ларга, Молдавская ССР, СССР — 14 июня 2016, Бухарест, Румыния) — молдавский эстрадный певец и композитор. Жанр песен: лёгкая музыка. Народный артист Молдавии (2012).

## Биография
Родился 14 ноября 1955 года в селе Ларга, Бричанского района. Окончил техническую школу № 1 в Черновцах, стал электриком, проработал некоторое время в родном колхозе, но все же музыка стала его карьерой.
Начинает свою музыкальную карьеру в 1982 году солистом ансамбля «Букурия». Затем поет с 1983 года в группе «Легенда», на протяжении 1986—1989, 1993 годов — в ансамбле «Плай». С 1993 года — солист Национальной Филармонии «Сергей Лункевич».
В период с 1989 по 1991 годы был солистом и художественным руководителем группы «Олимп», а в 1991—1993 годы — группы «Алай».
Анатол Думитраш записал множество песен на Национальном Радио и Телевидении.
В 1995 году Анатол Думитраш был удостоен почётного звания Заслуженный артист Молдавии, а в 2012 стал Народный артист Молдавии.
Ушел из жизни 14 июня 2016 года.

## Дискография
- 2000 год — «За здравие!»,
- 2003 год — «Последний вечер»,
- 2005 год — «Сегодня за праздничным столом»,
- 2007 год — «Мои года — моя судьба»,
- 2008 год — «Колесо жизни».